# František Schneider (1940)
František Schneider (* 5. října 1940 v Uničově) je bývalý československý fotbalista.
Stal se prvním hráčem v historii Spartaku Uničov, jemuž se dostalo cti reprezentovat ČSR v oficiálním mezistátním utkání. Nastoupil ke dvěma utkáním dorosteneckého Turnaje UEFA v Bulharsku, 31. března 1959 v Čirpanu proti NDR (1:0) a 2. dubna 1959 v Kazanlăku proti Francii (0:1).
Jeho syn František Schneider (* 1961) je bývalým prvoligovým fotbalistou Zbrojovky Brno a RH Cheb. Jeho vnuk František Schneider (* 1987) je aktivním fotbalistou, který si v nejvyšší soutěži připsal 13 startů v dresu Zbrojovky Brno (debutoval 28. října 2006 na hřišti Sparty Praha) a Příbrami (poslední prvoligový zápas 27. září 2009 proti Č. Budějovicím).

## Fotbalová kariéra
Po návratu ze ZVS hrál za Uničov a po skončení hráčské kariéry se tamtéž věnoval trenérskému řemeslu.